# Henry Moore
Henry Moore (30. července 1898, Castleford, Yorkshire – 31. srpna 1986, Much Hadham, Hertfordshire) byl anglický sochař a kreslíř. Je známý především svými velkými figurálními plastikami, které jsou umístěny ve veřejném prostoru v různých částech světa. Většinou jde o silně stylizovaná zpodobnění lidského těla, typický je například námět „matka a dítě“ nebo „ležící figura“. Kromě krátkého období v padesátých letech, kdy Moore vytvářel rodinná sousoší, modeloval převážně ženské figury.

## Život
Narodil se v Castlefordu nedaleko Leedsu v hornické rodině jako sedmé z osmi dětí. Moorův otec Raymond Spencer Moore se na šachtě vypracoval z havíře až na jedno z méně významných vedoucích míst. Usiloval o to, aby žádný z jeho synů nemusel zakusit práci v dole, což se mu podařilo. Byl to přesvědčený socialista a toto rodinné zázemí se promítlo i do synova názoru na svět. Během studia na střední škole v Castlefordu Moora dva z jeho učitelů podporovali v zájmu o výtvarné umění, zejména o sochařství. Po maturitě roku 1915 začal učit jako "student teacher" na téže škole, kde odmaturoval. V létě 1917 narukoval a hned v listopadu byla jeho jednotka nasazena na francouzské frontě. Moore se zúčastnil bitvy u Cambrai, ale byl zasažen nervovým plynem. Vrátil se do Cardiffu, kde následujícího roku prošel školením na instruktora pro boj bajonetem. V roce 1919 byl demobilizován a v září téhož roku nastoupil do Leeds College of Art, kde po dva roky studoval kresbu.

V roce 1921 se začal věnovat oboru, díky kterému je považovaný za jednoho z nejvýznamnějších umělců 20. století: sochařství. Získal stipendium na Royal College of Art v Londýně, studium zakončil v roce 1924. Mezitím odjel v květnu 1922 do Paříže. Kromě tamních muzeí navštívil i Auguste Pellerina, vlastnícího velkou sbírku obrazů Paula Cézanna. Po ukončení studia začal na své alma mater učit, zprvu jako asistent sochaře Ernesta Cola. V roce 1925 odjel na studijní cestu do Itálie. 

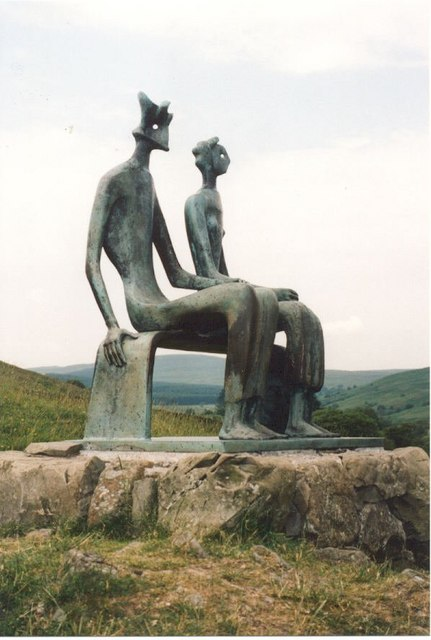
Král a královna, Perry Green

Poprvé ukázal své dílo na veřejnosti roku 1926 v rámci skupinové výstavy v St George's Gallery v Londýně. O dva roky později už následovala první samostatná výstava, a to ve Warren Gallery ve stejném městě. Roku 1928 poznal svou budoucí ženu Irinu Radetzkou (1907–1989), ukrajinskou studentku malby na škole, kde sám vyučoval. Vzali se o rok později a nastěhovali se do londýnské čtvrti Hampstead. Až v roce 1946 se jim narodil jediný potomek, dcera Mary.

Moore se rovněž připojoval k anglickým tvůrčím skupinám. Roku 1930, kdy poprvé – spolu s Johnem Skeapingem a Jacobem Epsteinem – zastupoval Velkou Británii na Benátském bienále, se stal členem skupiny malířů a sochařů Seven and Five Society a o tři roky později vstoupil do skupiny Unit One. Obě uskupení si kladla za cíl vystupovat proti konzervativnímu pojetí umění. V lednu 1931 rezignoval Moore na výuku na Royal College of Art. Pedagogickou dráhu však nepřerušil na dlouho. Ještě na podzim téhož roku se stal vedoucím nově zřízené katedry sochařství na Chelsea School of Art. V té době si zakoupil venkovský dům ve vsi Barfrestone v hrabství Kent, roku 1935 ho zaměnil za usedlost Burcroft u Kingstonu rovněž v Kentu. Patřilo k ní 20 hektarů půdy, na níž mohl Moore instalovat své sochy v přírodě a rovněž uskladňovat materiál.

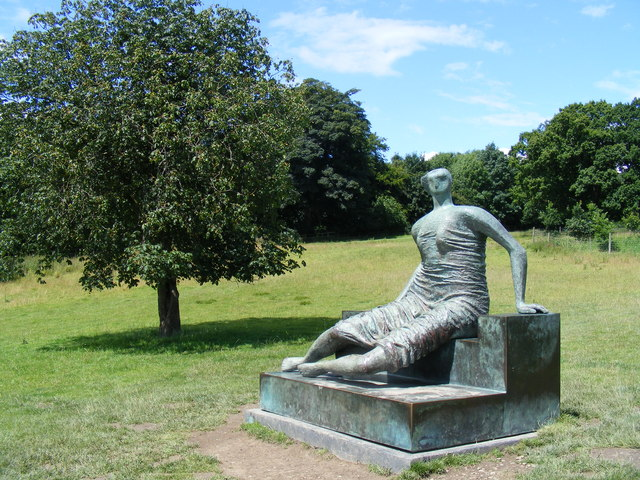
Ležící postava, Yorkshire Sculpture Park

Rok 1936 byl pro Moora úspěšný. Především se prosadil v USA. Ředitel Muzea moderního umění v New Yorku Alfred Barr ho zahrnul mezi umělce vystavující v rámci jeho projektu "Cubismus and Abstract Art" a zakoupil pro muzeum jeho plastiku Dvě formy. V únoru téhož roku se účastnil putovní výstavy "Abstract and Concrete", zahájené v Oxfordu, a v červnu presentoval své dílo v rámci výstavy "International Surrealistic Exhibition", kterou v Londýně zahajoval André Breton. A konečně se v tomto roce stal jeho asistentem později významný modernistický sochař Bernard Meadows. O tom, že Moore se jednoznačně nepřimykal k žádnému soudobému uměleckému směru, svědčí fakt, že rok nato vyšel jeho článek a reprodukce soch v knize Circle: An International Survey of Constructivist Art. Publikace soustřeďovala práce konstruktivistických umělců, editorem byl Naum Gabo. Moore se tak v průběhu jediného roku zúčastnil projektů, v jejichž rámci se prezentoval kubismus, surrealismus i konstruktivismus. V témže roce 1937 navštívil Pabla Picassa.
V důsledku vypuknutí 2. světové války byla škola v Chelsea, kde Moore učil, evakuována. Moore kreslil sugestivní obrazy lidí tísnících se v londýnských protiletadlových krytech, na základě čehož ho ředitel Národní galerie Kenneth Clark jmenoval oficiálním válečným umělcem. V roce 1940 zakoupil usedlost Hoglands v Perry Green poblíž města Much Hadham, kde dnes sídlí Moorova nadace. Roku 1942 navštívil doly v rodném Castlefordu, kde z pověření Válečného uměleckého poradního sboru kreslil pracující havíře.

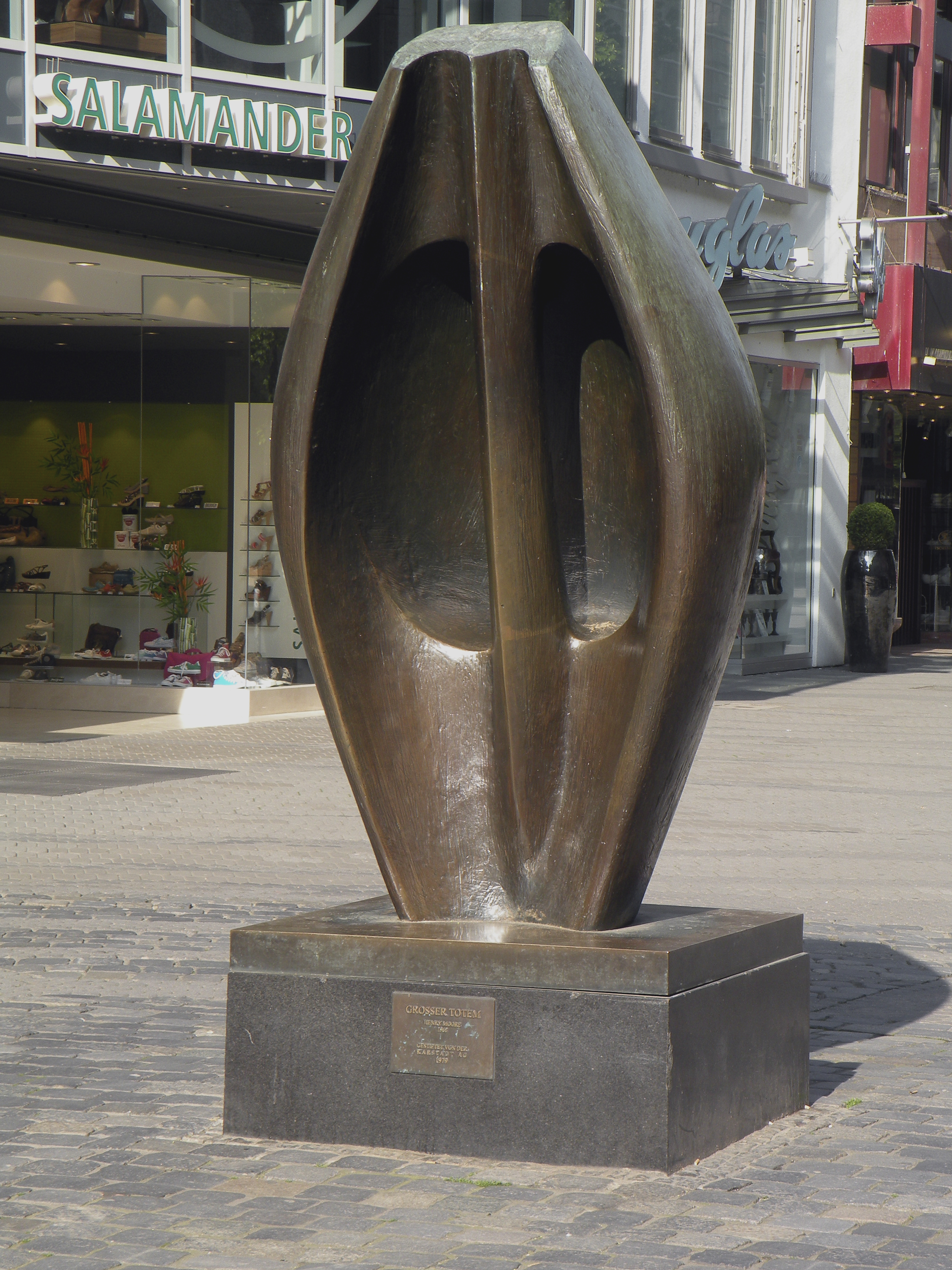
Velký totem, Norimberk

 Když válka skončila, odjel do Paříže, kde navštívil sochaře Constantina Brâncușiho. Roku 1946 uskutečnil dvě velké retrospektivy v USA a v Austrálii za podpory British Council, což je mezinárodní organizace Spojeného království pro navazování kulturních vztahů. Na Benátském bienále v roce 1948 získal cenu za sochařské dílo. Roku 1951 se jeho asistentem stal Anthony Caro, později proslulý anglický abstraktní sochař. Později se však jejich cesty rozešly a Caro stál v čele mladých sochařů, kteří Moora kritizovali jako málo moderního a inovativního autora. V části umělců také vyvolal roku 1967 odpor nakonec nerealizovaný plán vytvořit v rámci Tate Gallery samostatnou Moorovu galerii.
Po válce se Moore stal uznávaným anglickým umělcem a žijícím klasikem zároveň. Tvořil stále, takřka každoročně se doma i v zahraničí pořádaly výstavy jeho díla, ani o zakázky neměl nouzi. Zároveň se stal členem mnoha komitétů a institucí a nositelem nesčetných vyznamenání. Mj. byl v letech 1948–1971 členem Royal Fine Arts Commission (Královská komise pro krásná umění), 1955–1974 zasedal v dozorčí radě Národní galerie, 1958 byl zvolen předsedou výboru Památníku Osvětim. Stal se čestným doktorem na mnoha univerzitách. Roku 1955 obdržel od královny Alžběty II. Řád společníků cti; 1963 byl vyznamenán Řádem Za zásluhy, který může vlastnit jen 24 žijících osob; 1968 se stal nositelem Erasmovy ceny; 1972 získal italský řád Cavaliere di gran croce, 1980 německý Bundesverdienstkreuz. V roce 1984 ho v Perry Green navštívil francouzský president François Mitterrand a udělil mu Řád čestné legie. Oslava Moorových osmdesátin se v Anglii stala celostátní událostí. Ještě za svého života, v roce 1977, založil umělec "Henry Moore Foundation", která sídlí v Perry Green. Jedná se o jeho bývalé sídlo, obsahující kolekci Moorových plastik a veřejně přístupnou knihovnu. Nadace podporuje charitativní projekty. Moore zemřel 31. srpna 1986. Pohřben je v Perry Green.

## Dílo

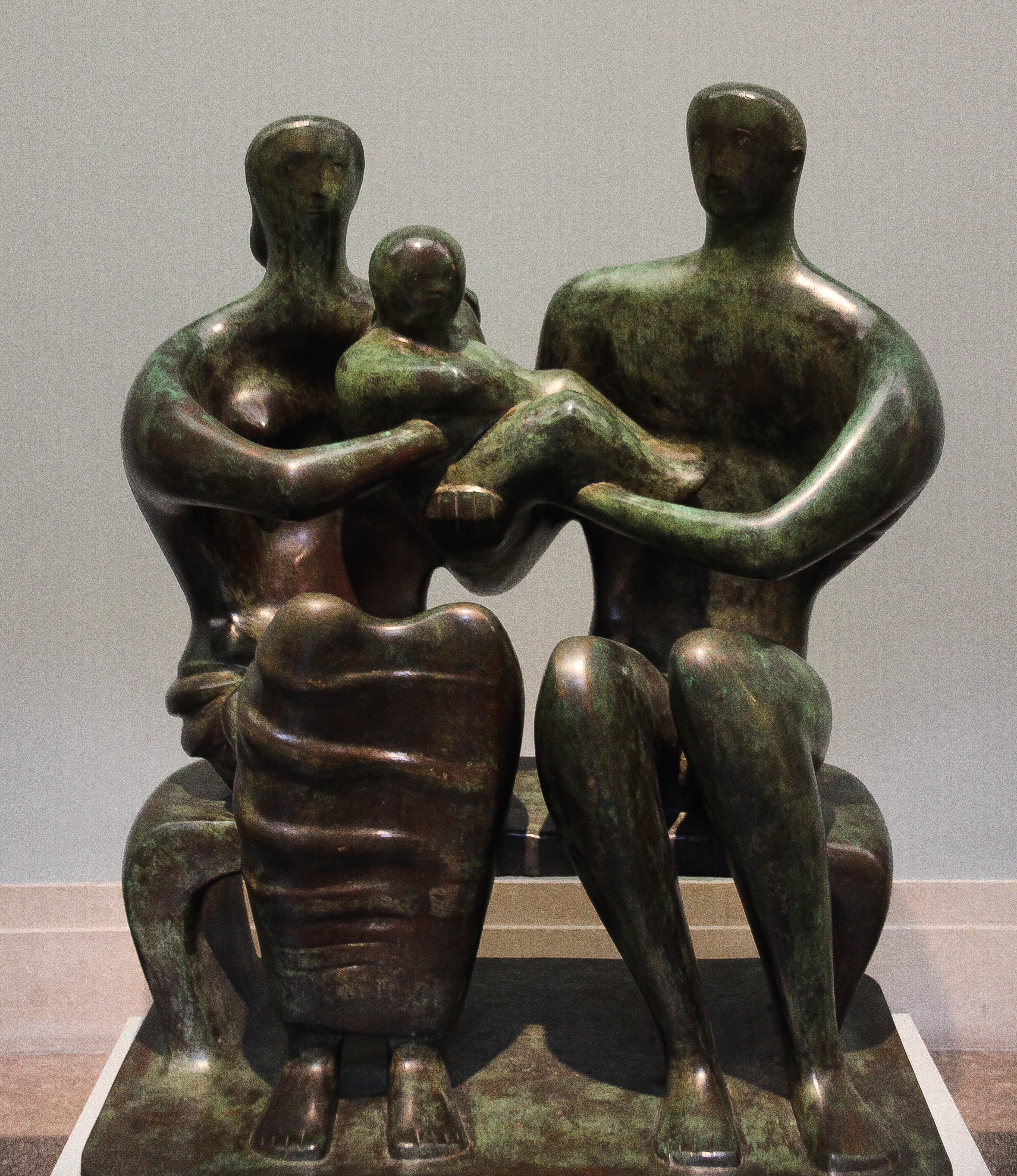
Rodina, Tate, Londýn

Moorova tvorba, podobně jako dílo jeho současnice Barbary Hepworth, představuje skutečný převrat v anglickém sochařství, jež se do té doby pohybovalo v podstatě spíše v zajetí akademismu. Moore reflektoval důležitou vlnu novoprimitivismu, která se zvedla ve vůdčích pařížských ateliérech už v prvním desetiletí minulého století a byla společným základem zrodu řady moderních uměleckých směrů včetně kubismu. Jeho témata jsou vlastně zcela tradiční, ale viděná nekonvenčním způsobem. Moorovy první plastiky nepřesahovaly padesát centimetrů, přesto působily monumentálně.

### Ovlivnění
Po většinu času, kdy byl Moore umělecky aktivní, na něj mělo postupně vliv množství podnětů. Nejvíc na něj zapůsobil Michelangelo, naučil se ale také mnoho od moderních výtvarníků Brâncușiho, Arpa, Archipenka, Gaba. Mimořádný byl také vliv plastiky předkolumbovského Mexika a později i antické řecké plastiky.
Hlubokou stopu v Moorově mysli zanechaly frontové zážitky z 1. světové války. Ve 20. letech bylo společenské klima v Anglii do značné míry určováno četbou autorů jako byli Thomas Stearns Eliot (Pustá země) nebo Virginie Woolfová (Paní Dallowayová), kteří válečnou deziluzi zachytili literárním způsobem. Prázdný výraz v očích Moorových soch z poloviny 20. let skutečně připomíná tváře lidí, přivedených na okraj šílenství v důsledku válečných prožitků. I pozdější kompozice, v nichž je tělo rozloženo do několika fragmentů, je odrazem zmrzačených údů spatřených za války. Logickým důsledkem Moorova válečného prožitku byl jeho pacifismus a angažmá v mírovém hnutí.

### Tvorba

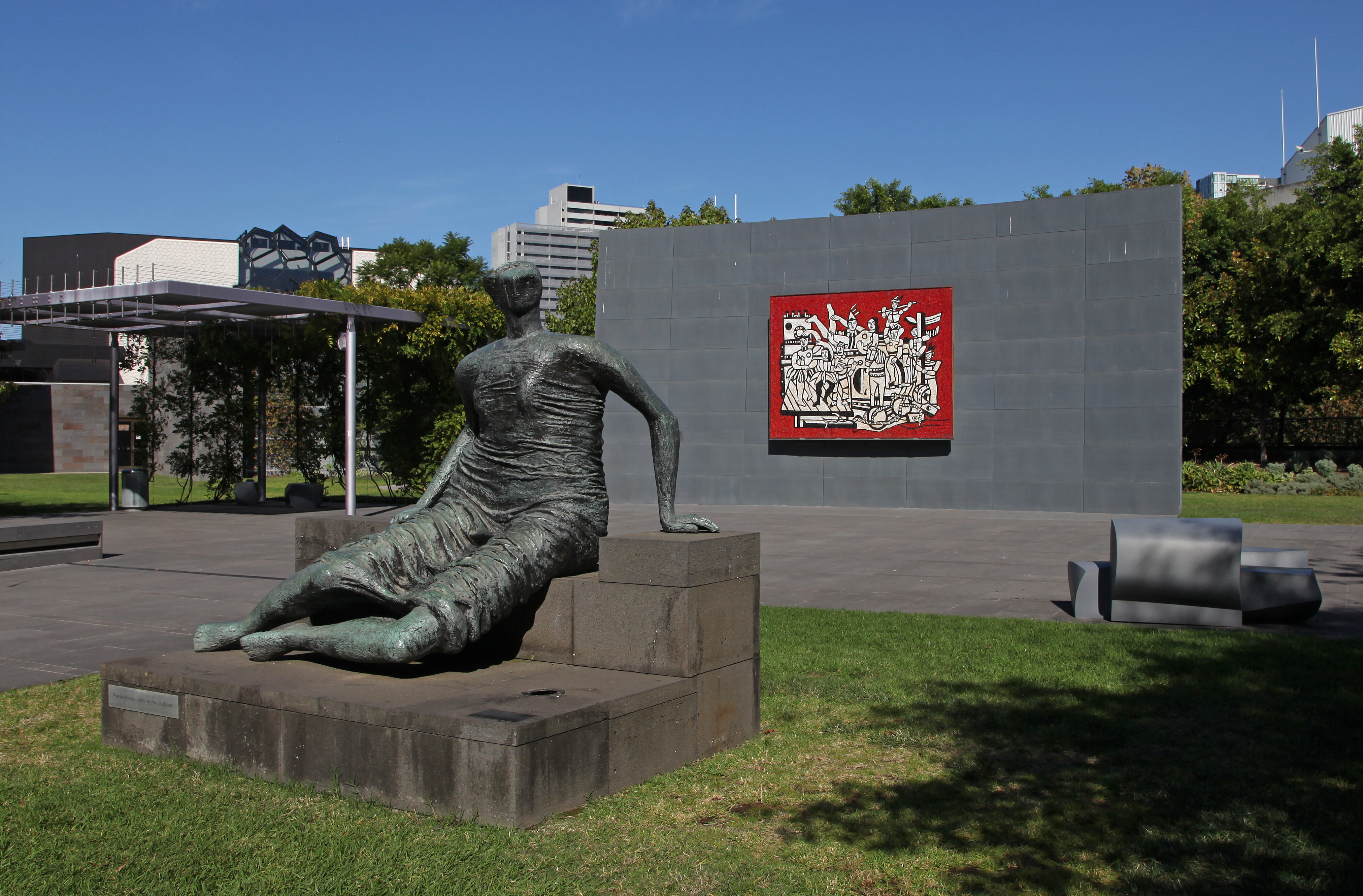
Žena s draperií, Melbourne

Od dvacátých let vytvářel sochy určené pro umístění do krajiny a jako první z britských sochařů je také v plenéru tesal do kamene. Od roku 1923 rozvíjel v různých variantách především tři základní témata: matka s dítětem, ležící figura a kombinace vnitřní a vnější formy. Ve třicátých letech věnoval pozornost přírodninám, oblázkům, mušlím a kostem, s nimiž se setkával na toulkách po mořském pobřeží, kde přírodní tvarování země přílivem a odlivem zanechávalo mnoho bizarních dokumentů. Tady viděl Henry Moore poprvé děravé kameny, vymleté vodou, které mohutně zapůsobily na jeho představivost. Klíčovým problémem pro něj bylo řešení problému vnitřního prostoru a prolínání vnějších a vnitřních forem. Vytváří proto sochy, jejichž hmota je narušena dutinami nebo uvnitř kterých jsou natažené struny. Moorovo dílo je jen obtížně zařaditelné: Prolíná se v něm zároveň figurativní, abstraktní i surrealistický formální rejstřík.

### Výzdoba metra
Roku 1928 přijal Moore zakázku na figurální výzdobu budovy metra u kostela St. James v Londýně, kde vytesal reliéfní figuru Západní vítr; tesal tak hluboko, jak to jen šlo, aby se co nejvíce přiblížil volné soše.

### Kresba

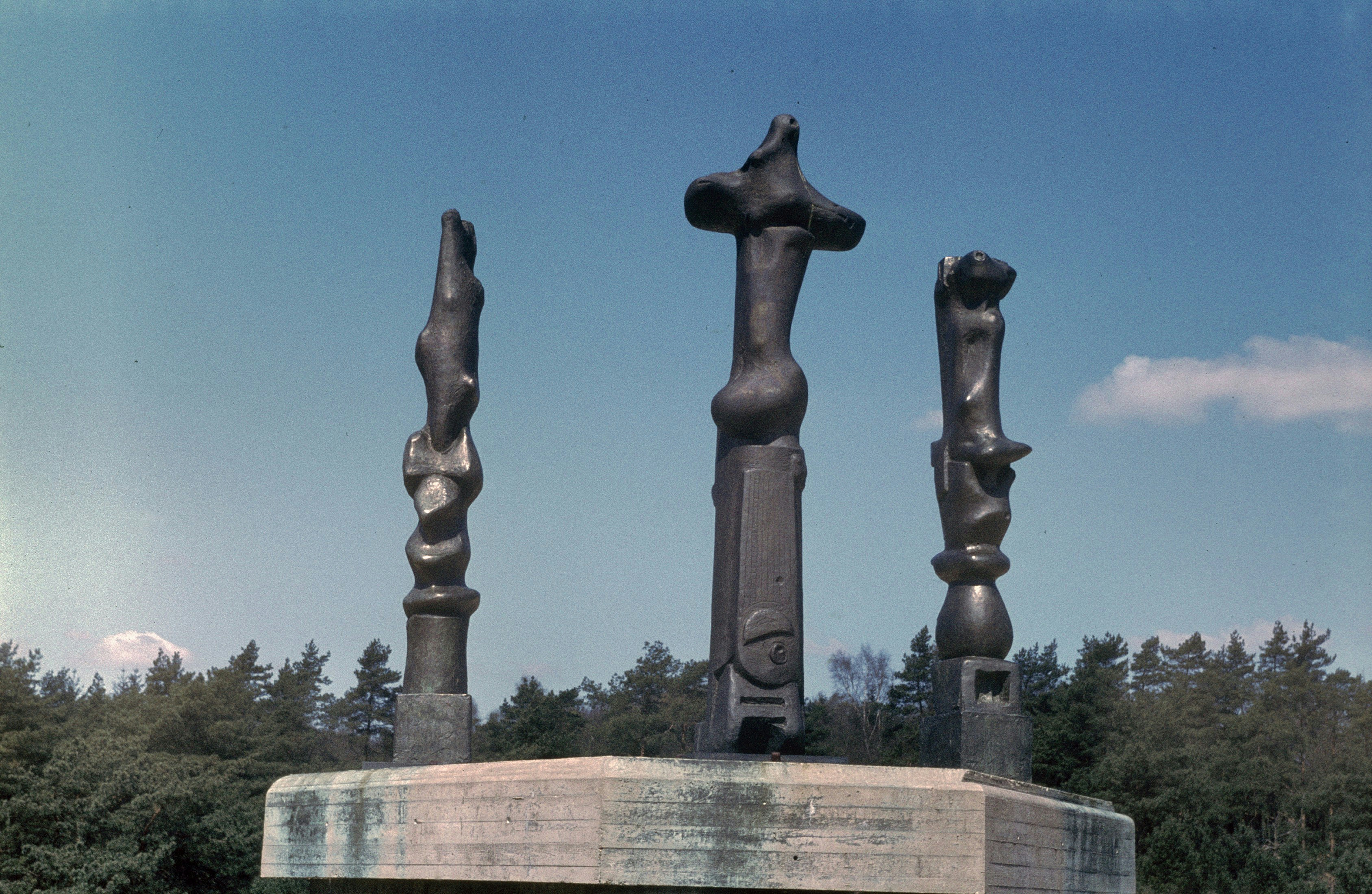
Tři stojící motivy, Otterlo, Nizozemsko

Moorovy kresby tvoří zvláštní kapitolu v jeho díle. Je možné je rozdělit na přípravné kresby k sochám a na samostatná výtvarná díla, k nimž patří hlavně jeho kresby z války. Moore se domníval, že bez perfektní znalosti lidského těla a jeho zvládnutí kresbou nelze nic vytvořit. Proto u něho najdeme realistické akty, ale i studie, ve kterých se snaží vytvořit nová umělecká „těla“ sestavená z některých základních prvků.
V letech 1940–1942, kdy byl oficiálně jmenován „válečným umělcem“, provedl svůj slavný cyklus kreseb z londýnských krytů za leteckých náletů. Vycházely z vizuálních zážitků získaných ve stanicích metra, přeměněných za bombardování Londýna v protiletecké úkryty. Moorovy kresby nejsou realistické, nicméně velmi sugestivně vystihují ve spících nebo mateřských postavách, ztrácejících se v temnotě podzemních chodeb, tiché odhodlání přežít ve stínu smrti. Téma války se ještě později projevilo v sérii plastik dutých hlav z kovových pásků.

### Výběr významných plastik

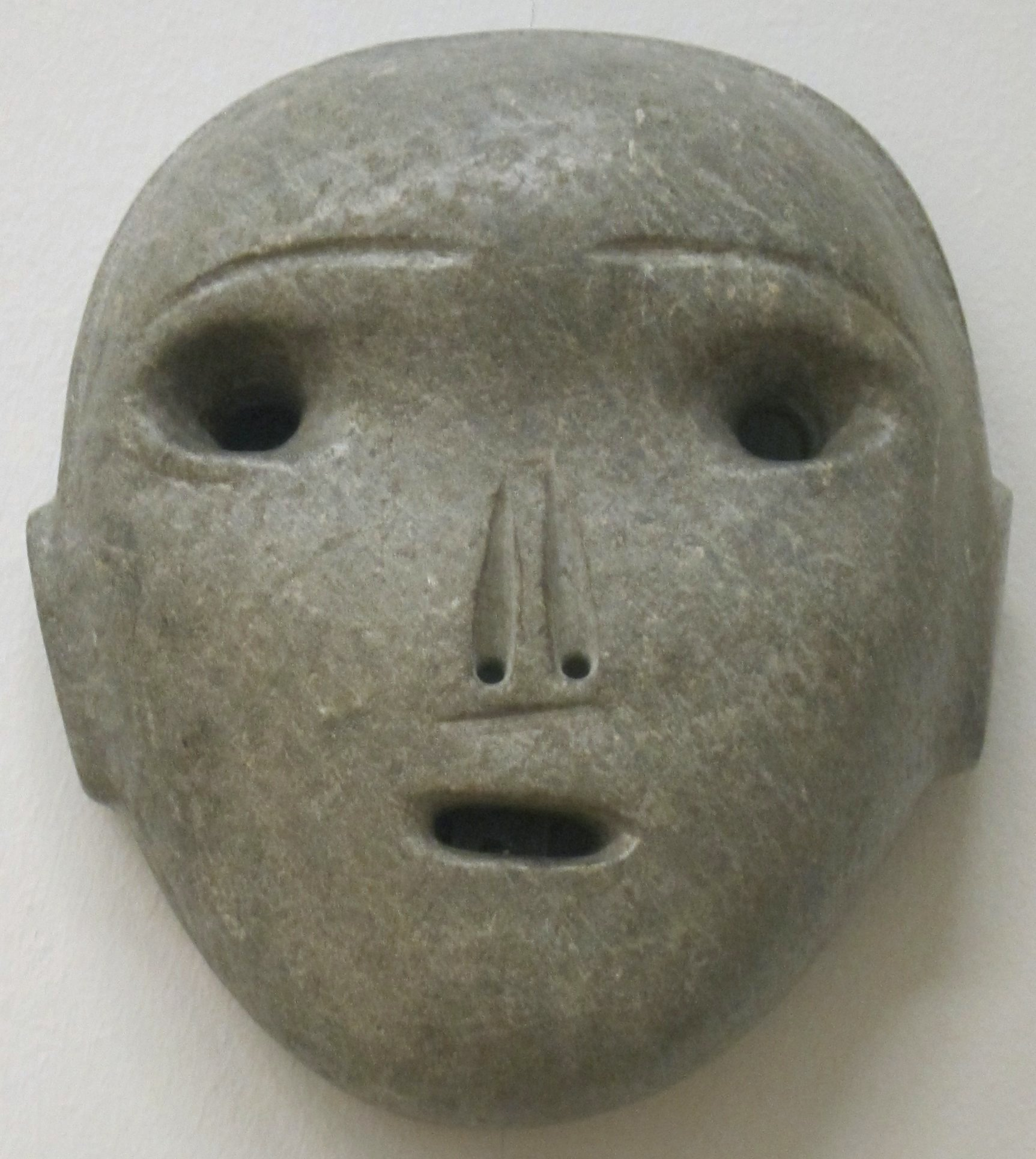
Maska, Tate, Londýn

- Matka a dítě, horntonský kámen, výška 63,5 cm, 1924/1925, Manchester, Manchester City Art Gallery
- Polopostava, litý beton, výška 38,8 cm, 1929, Londýn, The British Council
- Pták a vejce, alabastr, délka 55,9 cm, 1934, New Haven, Yale Center for British Art
- Helma, bronz, výška 29,2 cm, 1939/1940, Perry Green, The Henry Moore Foundation
- Tři hroty, litina, délka 20 cm, 1939/1940, Perry Green, The Henry Moore Foundation
- Vzpřímená vnitřní/vnější forma, jilmové dřevo, výška 261,6 cm, 1953/1954, Buffalo, Albright-Knox Gallery
- Padající bojovník, bronz, délka 147 cm, 1956/1957, Liverpool, Walker Art Gallery
- Ležící postava, jilmové dřevo, délka 261,5 cm, 1959/1964, Perry Green, The Henry Moore Foundation